# Trattato di Xanten
Il trattato di Xanten venne siglato a Xanten, il 12 novembre 1614 (ma venne riconosciuto da tutti gli stati europei nel 1666) tra Volfango Guglielmo del Palatinato-Neuburg, e Giovanni Sigismondo, principe elettore della Marca di Brandeburgo, ponendo fine alla lotta di successione di Jülich-Cleves (1609-1614) che aveva visto contrapposti i due feudatari tedeschi.

## La lotta di successione di Jülich-Cleves
Il titolo di duca di Jülich-Cleves-Berg veniva trasmesso per via ereditaria sulla base di un privilegio imperiale accordato nel 1546, ma il duca Giovanni Guglielmo di Jülich-Kleve-Berg (1562-1609), era deceduto senza lasciare eredi e aveva creato le premesse per una lotta di successione che avrebbe coinvolto assieme interessi politici e religiosi, e provocato l'intervento di diverse potenze europee.
Giovanni Guglielmo era, infatti, cattolico, mentre i due principali pretendenti erano protestanti.
Giovanni Sigismondo di Brandeburgo avanzava le sue pretese come genero di Maria Eleonora di Jülich-Kleve-Berg (1550-1608), sorella maggiore del defunto; Volfango Guglielmo del Palatinato-Neuburg come figlio di Anna di Jülich-Kleve-Berg (1552-1632), la sorella minore di Giovanni Guglielmo.

## Il rischio di una guerra europea
L'appoggio dell'Unione Evangelica e delle Province Unite ai due pretendenti, aveva consentito alla Spagna, cattolica e che fronteggiava la secessione olandese nei suoi domini, di intromettersi in quella che era inizialmente una questione interna tedesca. Al fianco degli olandesi si schierarono successivamente anche l'Inghilterra e la Francia di Enrico IV che perseguiva una spregiudicata politica di alleanze anti-spagnola.
Una prima soluzione alla contesa fu il Dortmunder Rezess, un accordo siglato nel giugno 1609 tra i due pretendenti, per effetto dell'intervento dell'imperatore Rodolfo II, che sanciva l'amministrazione congiunta del ducato tedesco. L'assassinio di Enrico IV, nel luglio 1610, che poneva fine alle manovre francesi, allontanava ulteriormente lo spettro della guerra tra le potenze europee.
Quando Giovanni Sigismondo convertì, nel 1613, il Brandeburgo al calvinismo e Volfango Guglielmo, si fece, al contrario, cattolico, lo scontro si riacuì.
La conversione dei due feudatari condusse la Spagna di Filippo III, il Sacro Romano Impero nella figura di Rodolfo II e la Lega Cattolica a schierarsi con il Palatinato-Neuburg, mentre gli olandesi continuarono a supportare la posizione del Brandeburgo.

## Il trattato di Xanten
Lo scoppio di una guerra europea fu nuovamente scongiurato dalla firma del trattato di Xanten, ma solo temporaneamente. La contesa, assieme ad altre analoghe in Germania, avrebbe inasprito fortemente quel conflitto religioso tra cattolici e protestanti che sarebbe stato, di lì a poco, una delle cause principali della Guerra dei trent'anni (1618-1648).
Il trattato sancì la spartizione del ducato, assegnando i territori di Jülich-Berg e della città di Ravenstein al Palatinato-Neuburg, e quelli di Cleves-Mark e Ravensberg al Brandeburgo.